# Pipat Thonkanya
Pipat Thonkanya (taj. พิพัฒน์ ต้นกันยา, ur. 4 stycznia 1979 w Bangkoku) – tajski piłkarz grający na pozycji napastnika.

## Kariera klubowa
Karierę piłkarską Thonkanya rozpoczął w klubie Raj Pracha z miasta Nonthaburi. W 1999 roku zadebiutował w jego barwach w tajskiej Premier League. Jego barw bronił do końca 2001 roku, a na początku 2002 roku wyjechał do Wietnamu. W tym kraju grał w klubach Bình Ðịnh FC (2002-2004) i Đồng Tháp FC (2005-2006). Z tym pierwszym dwukrotnie wywalczył Puchar Wietnamu w latach 2003 i 2004.
W połowie 2006 roku Thonkanya wrócił do Tajlandii i został piłkarzem BEC Tero Sasana z Bangkoku. Rok później ponownie zmienił klub i przeszedł do Provincial Electricity Authority i w 2008 roku został z nim mistrzem kraju. Jeszcze w połowie sezonu przeszedł do stołecznego Thai Port FC. W 2009 roku podpisał kontrakt z indonezyjskim Persisam Putra Samarinda. W 2010 roku grał w Buriram PEA, a w 2011 odszedł do Osotspa Saraburi. Następnie grał w takich klubach jak: Suphanburi FC, PTT Rayong FC, Chiangmai FC, Phuket FC, Udon Thani FC i Amnat United FC.

## Kariera reprezentacyjna
W reprezentacji Tajlandii Thonkanya zadebiutował w 2000 roku. W tym samym roku był w kadrze Tajlandii na Puchar Azji 2000, jednak nie wystąpił tam w żadnym meczu. W 2007 roku został powołany do kadry na Puchar Azji 2007. Tam rozegrał 2 spotkania: z Omanem (2:0 gole w 70. i 78. minucie) i z Australią (0:4).